# الامدا، اسپانیا
الامدا (به اسپانیایی: Alameda) یک شهرستان در اسپانیا است که در اندلس واقع شده‌است.

## خصوصیات
الامدا ۶۵ کیلومترمربع مساحت و ۵٬۴۲۶ نفر جمعیت دارد.